# Jan Söderqvist
Jan Henrik Söderqvist, född 26 januari 1961, är en svensk författare, föreläsare, skribent och konsult, bland annat verksam som litteratur- och filmkritiker för Svenska Dagbladet. Han har skrivit böckerna Nätokraterna, Det globala imperiet, Kroppsmaskinerna, Synteism – Att skapa Gud i Internetåldern och Digital Libido - Sex, makt och våld i nätverkssamhället tillsammans med Alexander Bard.
Söderqvist är även känd som kritiker av sexköpslagen och som en av de 15 grundarna av Liberaldemokraterna.

## Antologibidrag
- "Hör idrott och politik ihop?" i Torbjörn Elensky (red.) Individ och kollektivism: Sverige 1968-1988 (Timbro 2024)

## Fotnoter
1. ↑  Libris, Kungliga biblioteket, 21 januari 2013, Libris-URI: nl038z864m33cmd, läst: 24 augusti 2018.[källa från Wikidata]
2. ↑  Söderqvist, Jan (2025). Avrättad. ISBN 978-91-90020-32-6. https://libris.kb.se/bib/2mn3s7sb05fg0b8f. Läst 9 juni 2025